# 1865 en Lorraine
Chronologie de la Lorraine
- 1861
- 1862
- 1863
- 1864
- 1865
- 1866
- 1867
- 1868
- 1869

Cette page est une liste d'événements qui se sont produits durant l'année 1865 en Lorraine.

## Événements

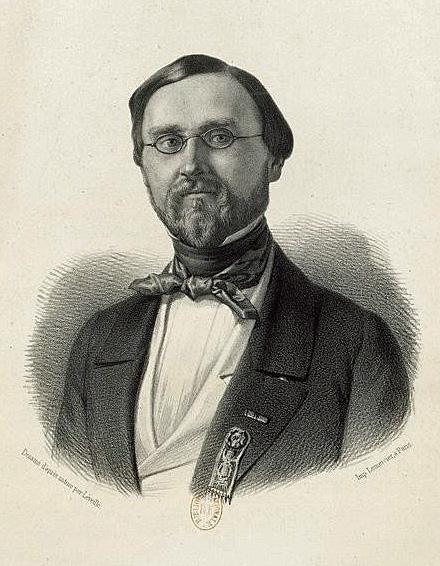
Oscar d'Adelswärd.

- Vers 1865, Oscar d'Adelsward édifie à Herserange, le château d'Adelsward[1]. Il y dirige également les forges.
- Construction du Haut fourneau de Cons-la-Grandville[2] qui sera classé Monument Historique en 1974.
- Rédaction, par des Orléanistes nancéiens, du Projet de Nancy, texte en faveur de la décentralisation qui est bien accueilli à Paris sans être concrétisé[2].
- Mise en service de la ligne de chemin de fer qui relie Forbach et Haguenau via Sarreguemines et Bitche[2].
- Charles Corbin fonde les Magasins réunis à Nancy. Il s'agit d'un grand magasin à l'image du Bon Marché de Paris[2].
- Ouverture de la faculté de Droit de Nancy[3].

## Naissances

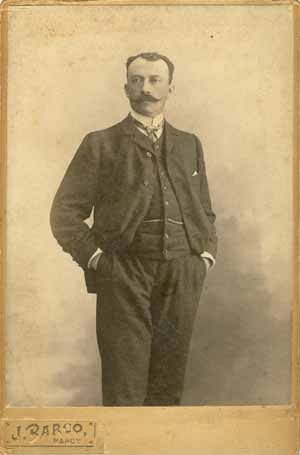
Jules corrard des essarts.

- 12 janvier à Bains-les-Bains : Charles Joseph Jacquot, mort le 20 novembre 1930 à Paris (14e arrondissement)[4], sculpteur français.
- 30 janvier à Celles-sur-Plaine (Vosges) : Émile Fleurent , homme politique français décédé le 25 mai 1938 au Vésinet (Yvelines).
- 5 mars à Chaumousey : Clémentine Delait, née Clémentine Clattaux, morte le 19 avril 1939 à Épinal, tenancière de bar française qui fut connue pour être une femme à barbe.
- 6 mars à Nancy : Jules Corrard des Essarts est un homme politique français décédé le 19 septembre 1911 à Paris.
- 17 juillet  au Thillot : Camille Bloch, mort le 15 février 1949 dans le 14e arrondissement de Paris[5], historien et archiviste français.
- 17 novembre à Nancy : Louis Paul Albert Charbonnier (décédé le 14 avril 1953) est un architecte français de la première moitié du XXe siècle. Il s'illustra notamment dans le style Art nouveau. Formé à l’École des beaux-arts de Paris[6], où il obtient son diplôme d'architecture en 1895[6]
- Décembre à Metz : Georges Pichon (1865-1953), général et médecin militaire français. Il fut promu commandeur de la Légion d'honneur en 1920.

## Décès
- 24 avril à Nancy : Louis Adolphe Aimé Fourier, comte de Bacourt, né à Nancy le 17 mars 1801, diplomate français.
- 14 juin à Bar-le-Duc : Joseph-Théodore Oudet, dit Théodore Oudet, architecte français né à Paris le 26 avril 1793[7],[8].
- 14 août à Metz : Alfred Malherbe est un magistrat et un naturaliste français, né le 14 juillet 1804 d’une famille originaire de Metz, à l’île Maurice. Après des études de droit, il fut nommé au Tribunal de Metz en 1832 où il fut juge d’instruction, vice-président du tribunal, conseiller à la Cour.
- 30 août à Nancy : Henri Jacob Loritz, né à Toul le 23 octobre 1815, fondateur d'une école technique et professionnelle privée, dénommée plus tard l'école professionnelle de l'Est et d'un pensionnat pour y loger les internes de l'école, à Nancy, bâtiments et ateliers pour étudier les sciences appliquées, l'industrie et le commerce, appelées depuis le milieu du XXe siècle, le lycée Henri-Loritz.
- 16 septembre à Pompey : Émile Zipelius, né à Mulhouse le 30 juin 1840, mort par noyade dans la Moselle, peintre français.
- 6 octobre à Bertrambois (Meurthe) : Jean Auguste Chevandier de Valdrome, homme politique français né le 23 juillet 1781 à Lyon (Rhône).